# Śluza Tartak
Śluza Tartak – trzynasta śluza na Kanale Augustowskim (licząc od strony Biebrzy). Nie była zaplanowana w oryginalnym projekcie kanału autorstwa Ignacego Prądzyńskiego. Jej budowa okazała się konieczna ponieważ podczas wysokiego stanu wód spiętrzona woda niszczyła urządzenia hydrotechniczne.
Wybudowana w latach 1837 – 1838 przez inż. Jakuba Szeffera.
- Położenie: 74,4 kilometr kanału
- Różnica poziomów: 1,72 m
- Długość: 45,35 m
- Szerokość: 6,08 m
- Wrota: drewniane
- Lata budowy: 1837 – 1838
- Kierownik budowy: Jakub Szeffer